# Jermaine Thomas
Jermaine Dontay Thomas (Frederick, 12 gennaio 1984) è un ex cestista statunitense naturalizzato ungherese.